# Provident of Brixham
Le Provident of Brixham  est un ancien chalutier (type Brixham trawler) transformé en voilier à gréement de ketch à voiles à corne. Sa coque, son pont et ses 2 mâts sont en bois. Son port d'attache actuel est Brixham (Devon) au Royaume-Uni. 
Son immatriculation est : BM28 en marquage sur la grand-voile.
Il est classé bateau historique depuis juin 2011 par le National Historic Ships UK et inscrit au registre de la National Historic Fleet.

## Histoire
Ce bateau de pêche a été construit au chantier naval J.W. & A. Upham de Brixham en 1926. Il est l'un des derniers chalutiers à voile du sud-ouest de l'Angleterre. Ce chalutier pratiqua la pêche à la perche jusqu'en 1930.
En 1930, il a été  acheté et transformé en yacht par un propriétaire américain.
En 1951, il est revenu en Angleterre. Le voilier a continué à naviguer en croisière. Il a été restauré plusieurs fois, notamment entre 1986 et 1991. 
Actuellement il est la  propriété de la fondation  Trinity sailing, basée à Brixham, qui possède trois autres voiliers traditionnels : le ketch Leader et les cotres Spirit of Britannia et Golden Vanity. Il est toujours utilisé pour des croisières de la côte ouest de l'Écosse à la Bretagne, embarquant jusqu'à 16 passagers. 
Il participe à de nombreuses Tall Ships' Races. Déjà présent aux fêtes de Pors Beac'h en 1984, il a participé à différentes éditions des Fêtes maritimes de Brest : Brest 2000, Les Tonnerres de Brest 2012, Brest 2016 et à Temps fête Douarnenez 2018.